# Petrocosmea sinensis
Petrocosmea sinensis là một loài thực vật có hoa trong họ Tai voi. Loài này được Oliv. miêu tả khoa học đầu tiên năm 1887.